# 玉野村 (愛知県)
玉野村（たまのむら）は、愛知県中島郡にあった村。現在の一宮市の一部にあたる。

## 地理
日光川中流の右岸に位置していた。

## 歴史
- 江戸時代は尾張藩領で鵜多須代官所支配であった[2]。
- 1878年（明治11年）中島郡山崎村の一部（塚原）を編入[2]。
- 1889年（明治22年）10月1日、町村制の施行により、中島郡玉野村が単独で村制施行し、玉野村が発足[1][2]。大字は編成せず[2]。
- 1906年（明治39年）5月10日、中島郡祐賀村、上祖父江村、明地村、大徳村（一部）と合併し、朝日村を新設して廃止された[1][2]。合併後、朝日村玉野となる[2]。

### 地名の由来
墓所の意味の魂野に由来し、かつて馬骨が多く出土したと伝えられている。

## 産業
- 農業[2]

## 交通

### 鉄道
- 1899年（明治32年）名鉄尾西線が開通し、地内南東端に玉野停車場開設[2]。

## 教育
- 1873年（明治6年）纂奝学校設立[2]。1876年（明治9年）玉野学校に改称[2]。